# Cấp phó quốc gia (Trung Quốc)
Chức vị phó cấp quốc gia (chữ Trung giản thể: 国家级副职, chữ Trung phồn thể: 國家級副職, Hán - Việt: Quốc gia cấp phó chức), tên gọi phổ thông là cấp phó quốc gia (副国级), là chỉ thứ bậc cao thứ hai xếp đặt theo thứ tự liền sau chức vị chính cấp quốc gia, kết hợp với chức vị chính cấp quốc gia gọi là người lãnh đạo Đảng và Nhà nước của nước Cộng hoà Nhân dân Trung Hoa. Chức vụ của chức vị phó cấp quốc gia bao gồm Uỷ viên Bộ Chính trị Trung ương Đảng Cộng sản Trung Quốc, Bí thư Ban Bí thư Trung ương Đảng Cộng sản Trung Quốc, Bí thư Uỷ ban Kiểm tra Kỉ luật Trung ương Đảng Cộng sản Trung Quốc, Phó Chủ tịch nước Cộng hoà Nhân dân Trung Hoa và người lãnh đạo chức vị phó của đơn vị của chức vị chính cấp quốc gia như Uỷ ban Thường vụ Đại hội đại biểu nhân dân toàn quốc nước Cộng hoà Nhân dân Trung Hoa, Quốc vụ viện nước Cộng hoà Nhân dân Trung Hoa, Uỷ ban Quân sự Trung ương Đảng Cộng sản Trung Quốc, Uỷ ban Quân sự Trung ương nước Cộng hoà Nhân dân Trung Hoa và Uỷ ban Toàn quốc Hội nghị Hiệp thương Chính trị Nhân dân Trung Quốc cùng với người phụ trách cơ cấu tư pháp và giám sát tối cao nhà nước (đều là đơn vị cấp phó quốc gia) như Chủ nhiệm Uỷ ban Giám sát Nhà nước của nước Cộng hoà Nhân dân Trung Hoa, Viện trưởng Pháp viện Nhân dân Tối cao nước Cộng hoà Nhân dân Trung Hoa, Kiểm sát trưởng Viện Kiểm sát Nhân dân Tối cao nước Cộng hoà Nhân dân Trung Hoa.

## Thứ tự thứ bậc chức vị phó cấp quốc gia
Thứ tự thứ bậc chức vị phó cấp quốc gia Cộng hoà Nhân dân Trung Hoa là:
1. Uỷ viên Bộ Chính trị Trung ương Đảng Cộng sản Trung Quốc
2. Phó Chủ tịch nước Cộng hoà Nhân dân Trung Hoa[2]
3. Bí thư Ban Bí thư Trung ương Đảng Cộng sản Trung Quốc
4. Bí thư Uỷ ban Kiểm tra Kỉ luật Trung ương Đảng Cộng sản Trung Quốc
5. Phó Chủ tịch Uỷ ban Quân sự Trung ương Đảng Cộng sản Trung Quốc
6. Phó Chủ tịch Uỷ ban Quân sự Trung ương nước Cộng hoà Nhân dân Trung Hoa
7. Phó Uỷ viên trưởng Uỷ ban Thường vụ Đại hội đại biểu nhân dân toàn quốc nước Cộng hoà Nhân dân Trung Hoa[3]
8. Phó Thủ tướng Quốc vụ viện nước Cộng hoà Nhân dân Trung Hoa
9. Uỷ viên Quốc vụ nước Cộng hoà Nhân dân Trung Hoa
10. Phó Chủ tịch Uỷ ban Toàn quốc Hội nghị Hiệp thương Chính trị Nhân dân Trung Quốc
11. Chủ nhiệm Uỷ ban Giám sát Nhà nước của nước Cộng hoà Nhân dân Trung Hoa
12. Chánh án Tòa án Nhân dân Tối cao nước Cộng hoà Nhân dân Trung Hoa
13. Viện trưởng Viện Kiểm sát Nhân dân Tối cao nước Cộng hoà Nhân dân Trung Hoa

Uỷ viên Uỷ ban Quân sự Trung ương Đảng Cộng sản Trung Quốc và Uỷ viên Uỷ ban Quân sự Trung ương nước Cộng hoà Nhân dân Trung Hoa được hưởng đãi ngộ chính trị chức vị phó cấp quốc gia.

## Các điều khoản chú ý
Tháng 8 năm 1993 "Điều lệ tạm thi hành về nhân viên công vụ quốc gia" mà Quốc vụ viện nước Cộng hoà Nhân dân Trung Hoa công bố quy định, nhân viên công vụ chỉ có hạn chế ở nhân viên công tác của cơ quan hành chính nhà nước. Nhân viên công tác của cơ quan Đảng Cộng sản Trung Quốc, cơ quan Đại hội đại biểu nhân dân toàn quốc, cơ quan Chính hiệp Toàn quốc và các cơ quan đảng phái dân chủ đều là quản lí theo cách tham khảo và phỏng chiếu. Luật Nhân viên công vụ đã mở rộng phạm vi của nhân viên công vụ, điều thứ hai quy định: "Nhân viên mà gọi là nhân viên công vụ theo luật này, là chỉ nhân viên công tác dựa theo pháp luật thi hành chức việc làm cho nhà nước, tiếp nhận vào biên chế hành chính nhà nước, do tài chính của nhà nước phụ trách đảm đương tiền lương và phúc lợi". Nhân viên công tác dù cho chỉ cần kháp đúng ba điều kiện dựa theo pháp luật thi hành chức việc làm cho nhà nước, tiếp nhận vào biên chế hành chính nhà nước, do tài chính của nhà nước phụ trách đảm đương tiền lương và phúc lợi, cũng đều sẽ nhận vào phạm vi nhân viên công vụ để tiến hành quản lí.
Ở cơ quan các cấp Đảng Cộng sản Trung Quốc; cơ quan Đại hội đại biểu nhân dân các cấp và Uỷ ban Thường vụ của nó; cơ quan hành chính các cấp; cơ quan Uỷ ban các cấp Hội nghị Hiệp thương Chính trị Nhân dân Trung Quốc; cơ quan phán quyết các cấp; cơ quan kiểm sát các cấp; cơ quan các cấp của các đảng phái dân chủ và Hội Liên hợp Công thương nghiệp Trung Hoa đều nhận vào nhân viên công vụ để quản lí. Nhân viên lãnh đạo kiêm có nhiều chức vụ công tác cơ quan kể ở trên, thì thứ bậc hành chính chiếu theo một chức vụ cao nhất mà chấp hành. Ví dụ như Uỷ viên Thường vụ kiêm nhiệm nhân viên lãnh đạo cơ quan cấp dưới, thì thứ bậc hành chính chiếu theo Uỷ viên Thường vụ mà chấp hành.

## Người khác được hưởng đãi ngộ chính trị chức vị phó cấp quốc gia
- Đại tướng Quân Giải phóng Nhân dân Trung Quốc

Sau khi bị nghỉ hưu đề xuất lên cấp (hoặc khôi phục) đến đãi ngộ chính trị chức vị phó cấp quốc gia
- Đặng Lực Quần (từng giữ chức Bí thư Ban Bí thư Trung ương Đảng Cộng sản Trung Quốc)
- Trương Đình Phát (từng giữ chức Uỷ viên Bộ Chính trị Trung ương Đảng Cộng sản Trung Quốc)
- Hàn Quang (từng giữ chức Bí thư Thường vụ Uỷ ban Kiểm tra Kỉ luật Trung ương Đảng Cộng sản Trung Quốc)